# L'Uniforme du capitaine
L’Uniforme du capitaine est une nouvelle d’Anton Tchekhov, parue en 1885.

## Historique
L'Uniforme du capitaine est initialement publiée dans la revue russe Les Éclats, no 4, du 26 janvier 1885, signée A. Tchékhonté.

## Résumé
Dans l'estaminet du père Rylkine, le jour se lève à peine que Merkoulov, le tailleur, boit du vin avec les habitués. Il revient sur son glorieux passé, au temps où il faisait des vêtements pour les grands personnages de Saint-Pétersbourg. Que fait-il maintenant dans cette ville perdue ?
Vers midi, sa femme vient le chercher. Un officier veut lui commander un uniforme : c’est une première commande depuis quinze ans. Il arrête la boisson, se met au travail et, au terme d'une semaine, l’uniforme est prêt.
Il se rend plusieurs fois chez le capitaine pour se faire payer, mais il est flanqué dehors à chaque fois. Au lieu de s’offusquer, il considère que c’est normal de la part d’un « vrai monsieur ». Quand le capitaine finira par le rosser, il aura un regard attendri. Cela se passait ainsi à Saint-Pétersbourg, dans sa jeunesse.

## Édition française
- L’Uniforme du capitaine, traduit par Édouard Parayre, in Œuvres I, Paris, Éditions Gallimard, coll. « Bibliothèque de la Pléiade » no 197, 1968  (ISBN 978-2-07-0105-49-6).